# Giro d'Italia de 1977
Giro d'Italia 1977 foi a sexagésima edição da prova ciclística Giro d'Italia (Corsa Rosa), realizada entre os dias 20 de maio e 12 de junho de 1977.
A competição foi realizada em 22 etapas com um total de 3884,5 km.
O vencedor foi o ciclista belga Michel Pollentier. Largaram 140 ciclistas, e o vencedor conclui a prova com a velocidade média de 36,150 km/h.